# پارک ملی میزا ورده
پارک ملی میزا ورده (به انگلیسی: Mesa Verde National Park) پارکی طبیعی-تاریخی در ایالت کلرادو در ایالات متحده آمریکا است.
این پارک که ۲۱۱ کیلومتر مربع مساحت دارد حاوی بقایای سکونتگاه‌های مردمان باستانی پوئبلو آمریکاست.
این مکان یک میراث جهانی یونسکو در آمریکا می‌باشد.

## نگارخانه

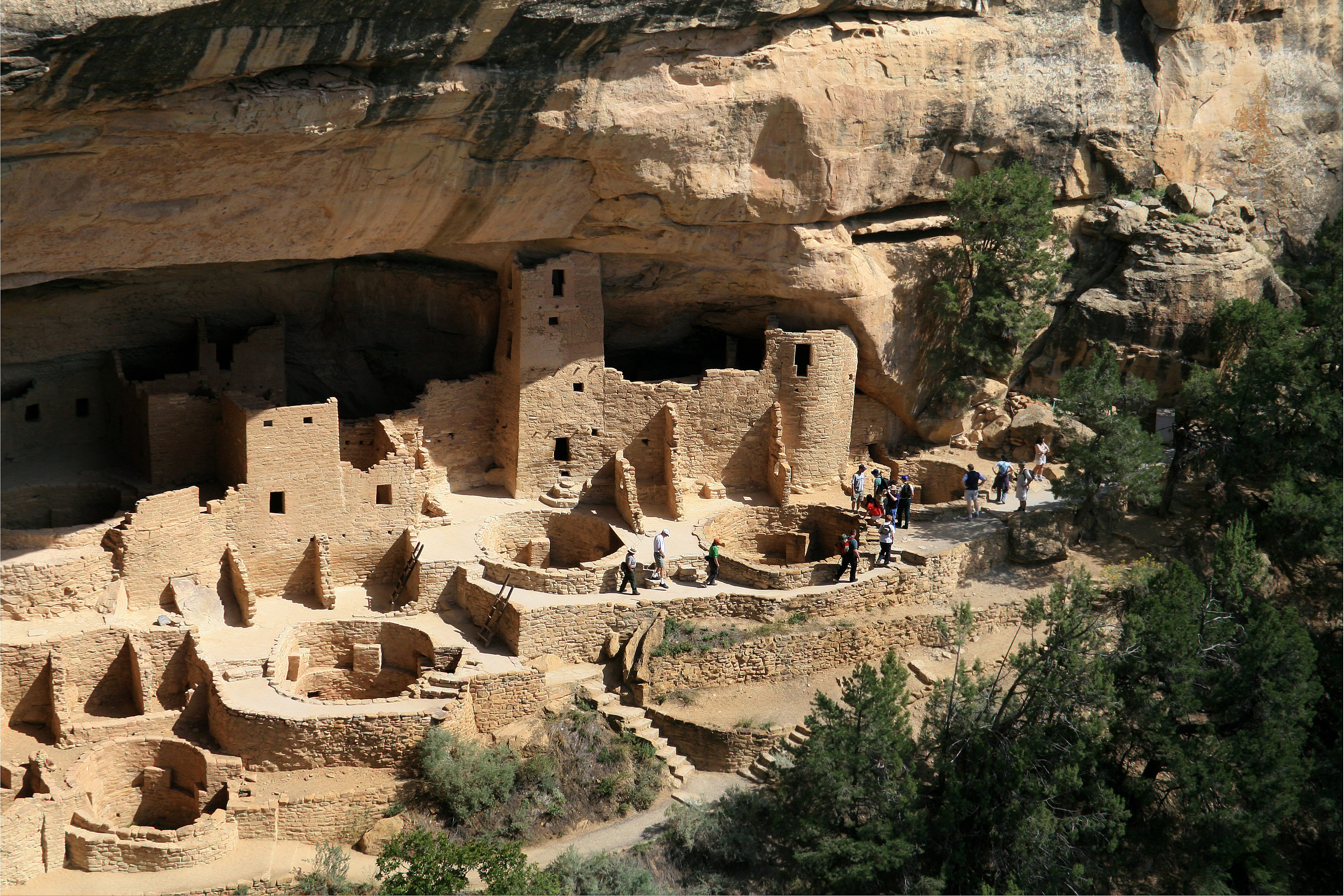
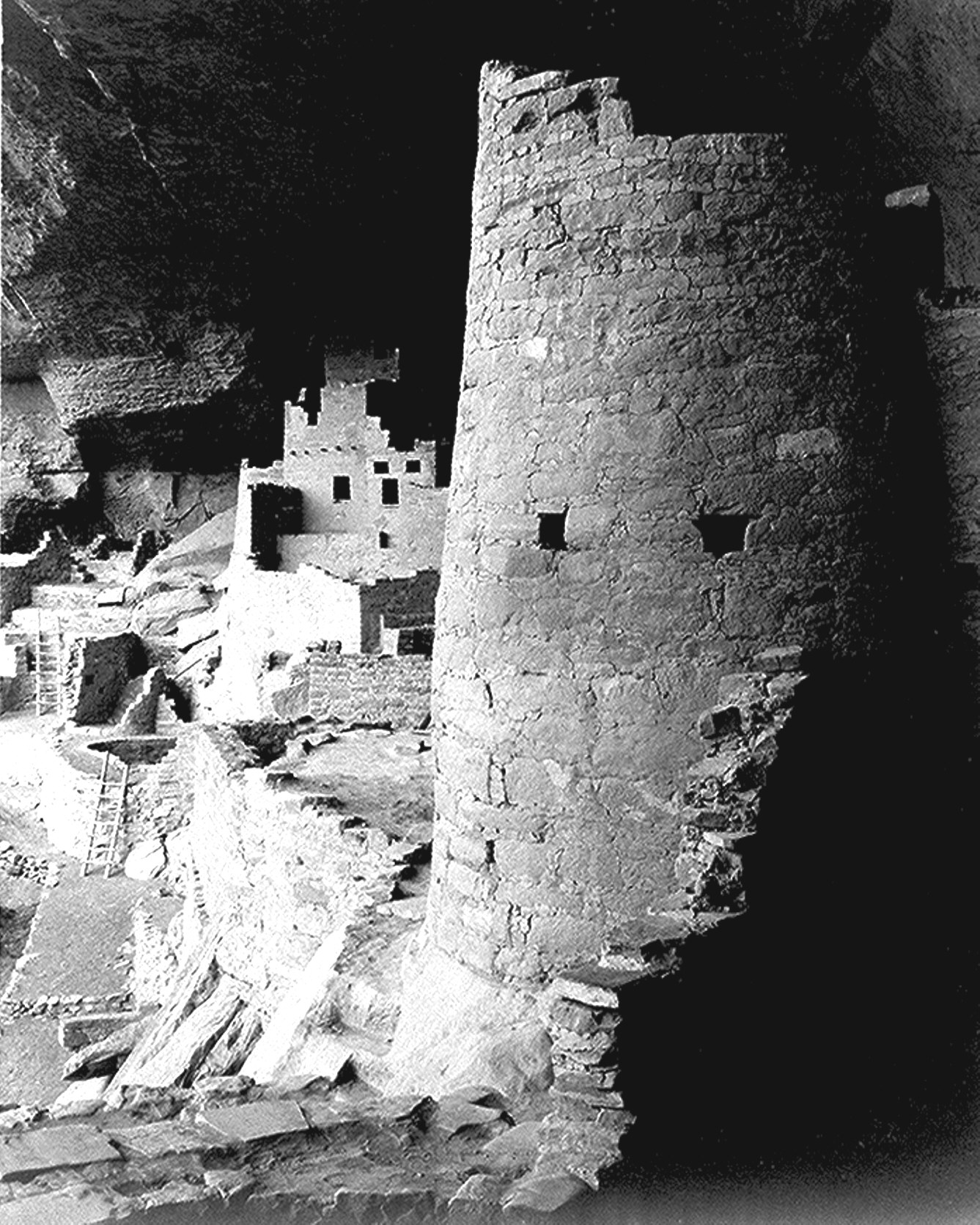
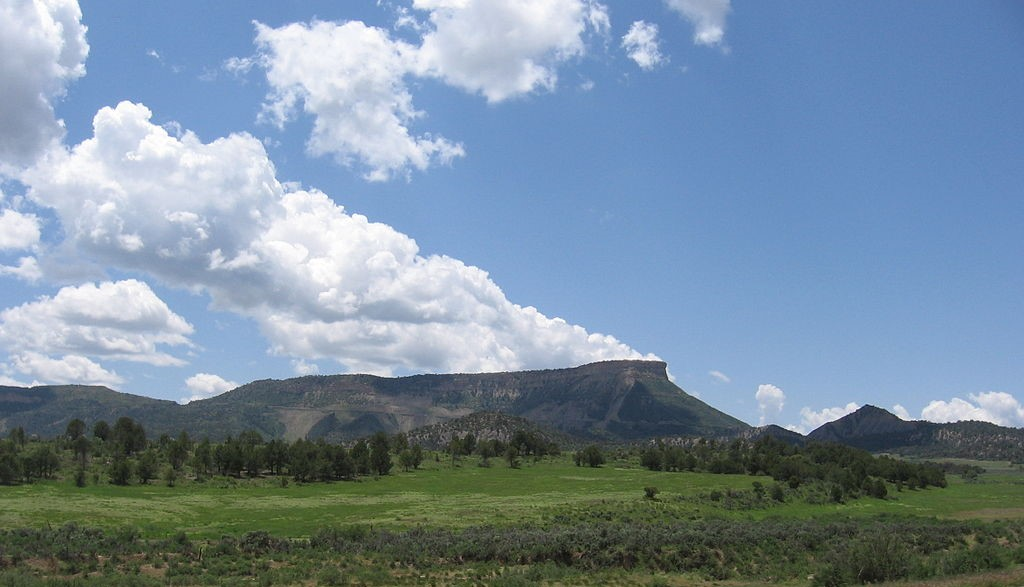
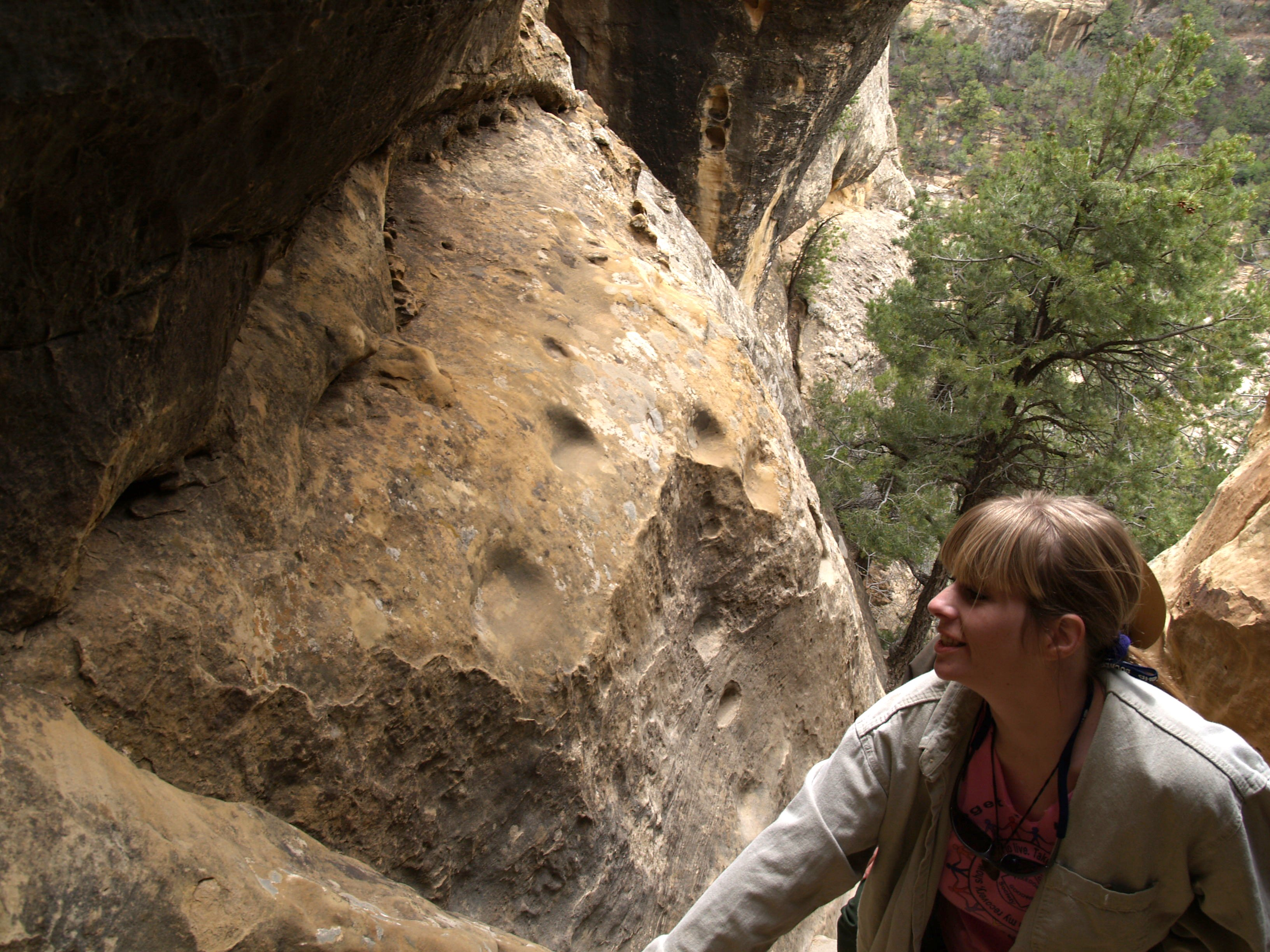

## وب‌گاه‌های مربوطه
- وب‌گاه رسمی
- دفتر گردشگری پارک بایگانی‌شده  در ۱ ژوئیه ۲۰۱۴ توسط Wayback Machine
- اطلاعاتی دیگر (عکس)